# F-Secure

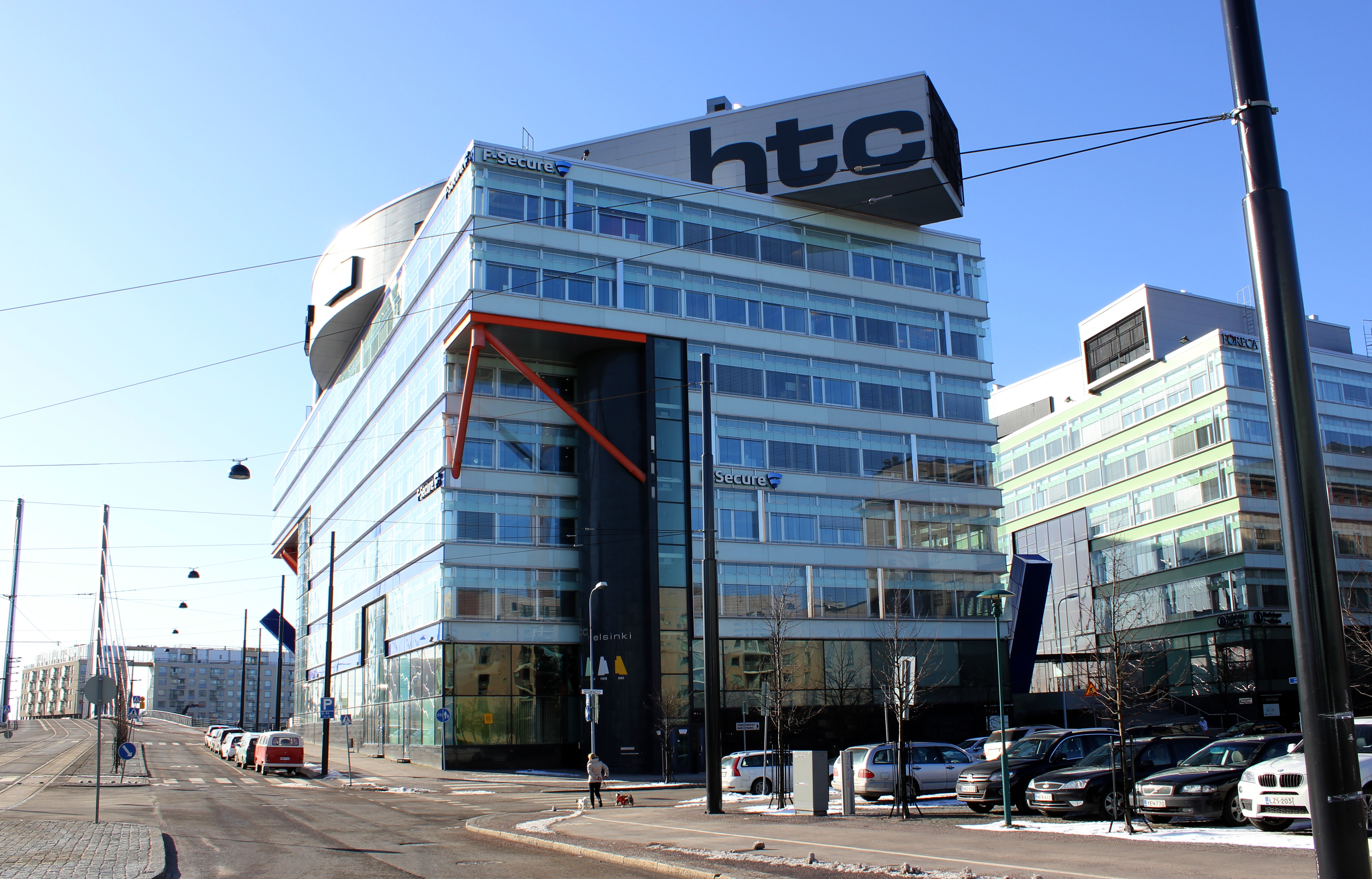
F-Secures huvudkontor i Gräsviken i Helsingfors

F-Secure är ett finländskt mjukvaruföretag som främst gör antivirusprogram. År 1999 noterades bolagets aktier på Helsingforsbörsen. 
F-Secure grundades 1988 av Petri Allas och Risto Siilasmaa under namnet Data Fellows, vilket utbildade datoranvändare och byggde skräddarsydda databaser. År 1991 påbörjades företagets första större dataprogramutvecklingsprojekt. F-Secures första antivirusprogram, för Windows-datorer, lanserades 1994. Data Fellows bytte namn till F-Secure 1999.
År 2009 köpte F-Secure det franska företaget Steek, som specialiserat sig på datalagring över internet och back up-tjänster.
Huvudägare är Risto Siilasmaa.